# Patricia Tallman
Patricia Tallman, née le 4 septembre 1957 à Pontiac, dans l'Illinois, aux (États-Unis), est une actrice américaine.

## Biographie
Patricia est la fille de Jerry Tallman, un animateur radio. Elle est diplômée en 1975 au Glenbard West High School à Glen Ellyn, Illinois, et a reçu un baccalauréat en beaux-arts, elle est diplômée de l'Université Carnegie Mellon Théâtre Arts.
À la télévision, Tallman a travaillé dans le feuilleton, Générations. Plus tard, elle a eu des rôles dans Histoires de l'autre monde (Tales from the Dark Side) et dans Star Trek : La Nouvelle Génération (The Next Generation). Elle a joué le personnage de Lyta Alexander, une télépathe commerciale du Psy-Corp : Babylon 5. Elle collaboré à plusieurs reprises avec George Andrew Romero, dont Knightriders, Incidents de parcours, et Creepshow 2 (dans lequel Tallman effectue des cascades).
Elle est connue pour avoir joué le rôle de Barbara dans le remake de La Nuit des morts-vivants, réalisé par Tom Savini en 1990.

## Filmographie

### Cinéma
- 1981 : Knightriders : Julie
- 1983 : Stuck on You! : Queen Guenevere
- 1988 : Incidents de parcours (Monkey Shines) de George Andrew Romero : Party Guest
- 1989 : Road House : Bandstand Babe
- 1989 : After Midnight
- 1990 : La Nuit des morts-vivants (Night of the Living Dead) de Tom Savini : Barbara
- 1992 : Sweet Justice : Josie
- 1992 : Evil Dead 3 (Army of Darkness) : Possessed Witch
- 1993 : Benefit of the Doubt : Karen's Mother
- 1993 : Kalifornia (non créditée)
- 1994 : Clifford de Paul Flaherty (non créditée)
- 1997 : Austin Powers (Austin Powers: International Man of Mystery) : Electric Psychedlic Pussycat Swingers Club Waitress
- 1999 : Babylon Park: Frightspace : Leeta Salamander
- 2000 : 9mm of Love : Suprised Woman on Stairway
- 2000 : Slice of Life : The Woman
- 2001 : Never Die Twice
- 2002 : Jennifer Is Dead : Ms. Peters
- 2004 : Body Electric : Susan
- 2007 : For Pete's Wake : Alisa Fox
- 2008 : InAlienable : Klein
- 2009 : Waintin' : Sally
- 2009 : Dead Air : Lucy
- 2010 : Thoughts of Suicide on an Otherwise Lovely Day : La femme d'Eric
- 2012 : Atlas Shrugged: Part II de John Putch : Holly
- 2018 : Rose is a Rose is a Rose : Rose Jensen

### Télévision
- 1988 : Histoires de l'autre monde ("Tales from the Darkside") (série télévisée) (1 épisode) : Janice Perry
- 1989 : Générations ("Generations") (série télévisée) (12 épisodes) : Christy Russell
- 1989 : Pas de répit sur planète Terre ("Hard Time on Planet Earth") (série télévisée) (1 épisode) : Frances
- 1992 : Star Trek : la nouvelle génération (Epreuve de force) : un agent de sécurité
- 1992 : Les Nouveaux mousquetaires (Ring of the Musketeers) (téléfilm) : Woman Imposter
- 1993 : Babylon 5: Premier contact Vorlon (Babylon 5: The Gathering) (téléfilm) : Lyta Alexander
- 1994 - 1998 : Babylon 5 (Saison 2 à 5) (47 épisodes) : Lyta Alexander
- 1997 : Dark Skies : L'Impossible Vérité (série télévisée) (1 épisode) : Tante Hazel
- 1998 : Babylon 5 : Cinquième dimension (Babylon 5: Thirdspace) (téléfilm) : Lyta Alexander
- 2001 : Sheena, Reine de la Jungle (Saison 2, Episode 7) (série télévisée) : Caroline Dula
- 2004 : FBI : Portés disparus (Without a Trace) (série télévisée) (3 épisodes) : Linda
- 2008 : Valentine (série télévisée) (1 épisode)
- 2009 : NCIS : Enquêtes spéciales (série télévisée) (1 épisode) : Lt. Emma Paxton
- 2010 : Castle (série télévisée) (1 épisode) : Vivien Marchand
- 2012 : My Gimpy Life (série télévisée) (1 épisode) : Casey
- 2014 : Esprits criminels (série télévisée) (1 épisode) : Captain Margot Nolan